# Помощник президента Республики Беларусь
Помощник Президента Республики Беларусь — должность в Администрации Президента Республики Беларусь.
Помощники являются должностными лицами, обеспечивающими выполнение поручений президента по отдельным направлениям его деятельности, в том числе помощники; помощники по общим вопросам; помощники — инспекторы по областям, г. Минску; помощники по вопросам развития финансово-кредитной системы.
Помощники назначаются на должность и освобождаются от должности указами Президента Республики Беларусь по представлению Главы Администрации Президента Республики Беларусь, общая координация их деятельности также осуществляется Главой Администрации Президента Республики Беларусь.
29 октября 2020 года Президент Белоруссии А. Лукашенко заявил о расширении полномочий его помощников в регионах страны.

## Функции помощников Президента Республики Беларусь
Помощник — инспектор по области или г. Минску:
- контролирует ход выполнения поручений главы государства и реализации государственной социально-экономической политики;
- анализирует общественно-политическую ситуацию в регионе;
- готовит визиты главы государства в регион;
- вносит предложения по подбору, назначению на должности и освобождению от должностей руководящих работников местных исполнительных и распорядительных органов, а также руководителей иных находящихся на территории области или г. Минска организаций, должности которых включены в кадровый реестр главы государства[3].

## Действующие
- Латышенок, Николай Леонидович, помощник по общим вопросам (с 6 февраля 2018)[4];
- Наливайко Сергей Эдуардович , помощник — инспектор по Могилевской области (с 2 декабря 2024)[5];
- Вакульчик, Валерий Павлович, помощник — инспектор по Брестской области (с 29 октября 2020)[6];
- Константин Викторович Бурак, помощник — инспектор по Гродненской области (с 17 апреля 2025);
- Пархамович, Руслан Викторович  , помощник — инспектор по Гомельской области (с 10 марта 2025);
- Левкович, Сергей Анатольевич, помощник — инспектор по Витебской области (с 4 января 2024);
- Кохан, Александр Васильевич, помощник — инспектор по Минской области (с 13 июня 2024).
- Фролов, Юрий Николаевич, помощник — инспектор по Минску (с 27 июня 2024).

## Бывшие
- Ананьев, Николай Константинович, помощник Президента по физической культуре, спорту и развитию туризма (1997—1998) и (2001—2004).
- Иванченко, Николай Михайлович, помощник — главный инспектор по Минской области (2003).
- Пузыревский, Владимир Иванович, помощник — главный инспектор по Брестской области (2003).
- Крупец, Леонид Федорович, помощник — главный инспектор по Витебской области (2003).
- Щетько, Виктор Владимирович, помощник — главный инспектор по Гомельской области (2003).
- Протащик, Мария Семеновна, помощник — главный инспектор по Гродненской области (2003).
- Пролесковский, Олег Витольдович, помощник — начальник главного идеологического управления Администрации Президента Республики Беларусь (2003).
- Лавренков, Геннадий Михайлович, помощник — главный инспектор по Могилевской области (2003).
- Сивак, Анатолий Александрович, помощник — главный инспектор по г. Минску (2003).
- Лукашенко, Виктор Александрович, помощник по национальной безопасности  (2005 — 26 февраля 2021[7]).
- Барсуков, Александр Петрович, помощник — инспектор по г. Минску (с 29 октября 2020 — 29 марта 2024)[8];
- Калач, Владимир Викторович, помощник — главный инспектор по Минской области (29 июля 2021 — 13 мая 2024);
- Ткачев, Сергей Павлович, помощник Президента по экономическим вопросам (2001 — 2012).